# Sennan (Halmstad)
Sennan è un'area urbana della Svezia situata nel comune di Halmstad, contea di Halland. La popolazione rilevata nel censimento 2020 era di 370 abitanti .